# 破天荒
破天荒（はてんこう）は、故事成語のひとつ。意味は、「今まで人がなし得なかったことを初めて行うこと」、「前人未到の境地を切り開くこと」。
読み下しは「天荒を破る」。
日本の文化庁が2008（平成20）年度に日本人を対象に実施した「国語に関する世論調査」によると、64.2 %の日本人が「豪快で大胆な様子」という意味に誤解、あるいは誤用していることが判明した。なお、このような誤解そして誤用は、既に大正時代には広まっていた形跡がある。

## 由来
中国・宋代の説話集『北夢瑣言』の記述に由来する。
中国の唐代、王朝成立から100年以上経た後も、荊州（現在の湖北省）から官吏登用試験である科挙の合格者が出ず、世の人はこの状況を「天荒」と称した。天荒とは本来「未開の地」もしくは「凶作などで雑草の生い茂る様」を言う。やがて劉蛻（りゅうぜい）という人物が荊州から初めて科挙に合格すると、人々は「天荒を破った」と言った故事に由来する。旧説には、天地未開の混沌した状態（天荒）を破り開く意がある。